# Carmelo da Santíssima Trindade (Guarda)
O Carmelo da Santíssima Trindade ou, simplesmente, Carmelo da Guarda, é um convento de clausura monástica de Monjas Descalças da Ordem da Bem-Aventurada Virgem Maria do Monte Carmelo localizado na cidade da Guarda, província da Beira Alta, em Portugal.
Este convento carmelita foi consagrado à Santíssima Trindade.